# 타르투 대학교

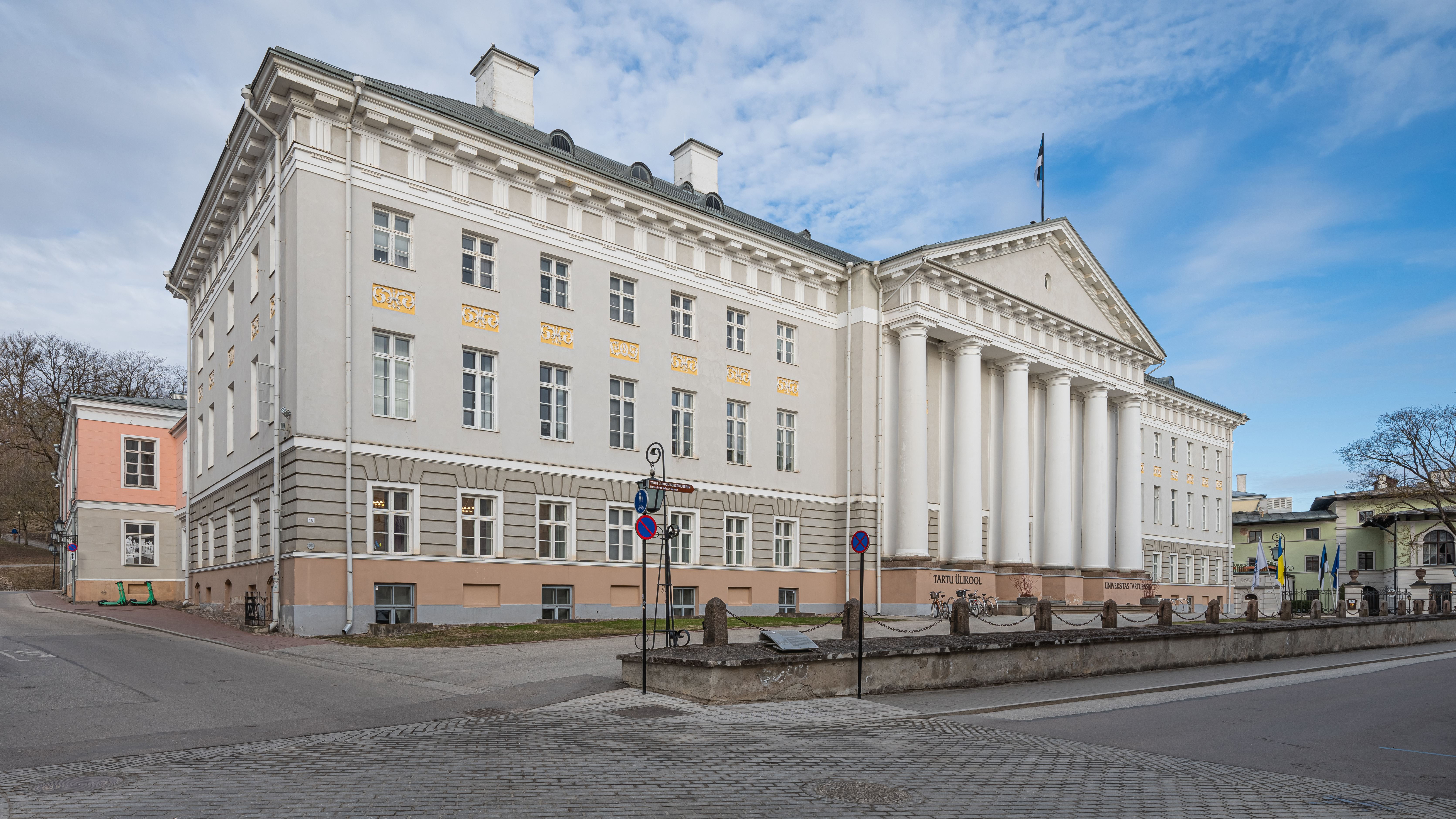

타르투 대학교(에스토니아어: Tartu Ülikool)는 에스토니아 타르투에 있는 대학교이다.